# Friedrich Dürrenmatt
Friedrich Dürrenmatt (Konolfingen, Cantó de Berna, 5 gener de 1921 - Neuchâtel, 14 desembre de 1990) va ser un pintor i escriptor  suís en llengua alemanya. Home polifacètic, va ser un gran autor teatral; va escriure també per a la ràdio i la televisió, assajos literaris, filosòfics i novel·les, la major part policíaques.

## Vida i obra
Nascut a Konolfingen, un poblet del cantó de Berna, fill d'un pastor protestant i net d'un polític local, es va mudar amb la seva família a Berna el 1935, molt probablement a conseqüència de la crisi econòmica que també afectava Suïssa. A Berna estudiaria en diferents centres educatius d'educació secundària fins que el 1941, després d'un periple escolar no especialment brillant, va passar l'examen d'accés a la universitat.
Comença els seus estudis de filosofia, filologia i ciències naturals a Zúric i posteriorment a la mateixa Berna. Des de ben jove havia començat a expressar una tendència al dibuix, fins al punt que no només va il·lustrar algunes de les seves obres, sinó que va elaborar esbossos i escenografies d'algunes de les seves peces teatrals. L'any 1945, amb els seus estudis acabats, va calibrar la possibilitat d'una tesi doctoral sobre Søren Kierkegaard, que no portaria a terme.
Però cap al 1945-1946 veu la llum la seva primera obra escrita: Està escrit, que es va estrenar un any més tard. La seva vida personal sofreix també canvis, ja que aquest mateix any es casa amb l'actriu Lotti Geissler i tots dos es muden a Ligerz am Bielersee. Els primers anys de la seva activitat literària (l'any 1950 veu la llum una de les seves obres més importants:  El jutge i el seu botxí ) estan marcats per dificultats econòmiques, però ja a partir de 1952 la situació millora, especialment a causa als encàrrecs que rep de les ràdios alemanyes per escriure novel·les radiofòniques per un públic femení. Alhora, comença la redacció de novel·les policíaques que solien aparèixer en capítols en un diari suís.
També l'any 1952 viu un important èxit teatral a Alemanya amb  El matrimoni del senyor Mississippi; èxit que es convertiria en mundial amb La visita de la vella dama i Els físics. Ja a la fi dels 50 comencen a arribar èxits en forma de reconeixements i premis, ja que el 1959 rep el Premi Schiller de la ciutat de Mannheim, el 1960 el Gran Premi Schiller de l'Associació Suïssa d'Escriptors o el doctorat honoris causa de la Temple University de Filadèlfia, Jerusalem o Niça. Els anys 60 són sens dubte el cim del seu èxit mediàtic.
El 1983 mor la seva dona Cinthya i Dürrenmatt contreu segones núpcies amb la també actriu Charlotte Kerr. La nova esposa de Dürrenmatt va ser cineasta i periodista. El 14 de desembre de 1990 mor a Neuchatel a l'edat de 69 anys.

## Centre Dürrenmatt
Especialment digne de visita és el Centre Dürrenmatt (Centre Dürrenmatt ) a Neuchâtel. El 1952 Dürrenmatt es va mudar a aquesta casa a la part alta de la ciutat en la qual viuria fins a la seva mort el 14 de desembre de 1990. En algunes de les seves obres apareixen clares referències a la seva vida a la Suïssa occidental, a la frontera lingüística entre el francès i l'alemany.
Després de la seva mort, la seva casa va ser condicionada i ampliada per a l'obertura d'un museu, obertura que arribaria al setembre de 2000. La seva finalitat és, com no podia ser d'altra manera, recollir tot el possible de la seva producció literària, pictòrica i creativa, a més de la seva biblioteca personal. A part de l'exposició de molts dels seus objectes (entre ells molts esbossos per a les seves peces teatrals) s'organitzen actes culturals variats.

## Obres de teatre
- Der Knopf (1942)
- Es steht geschrieben (1946)
- Der Blinde (1948)
- Der Turmbau zu Babel (1948)
- Romulus der Grosse (1949)
- Die Ehe des Herrn Mississippi (1952)
- Ein Engel kommt nach Babylon (1953)
- Herkules und der Stall des Augias (1954)
- Der Besuch der alten Dame (1956)
- Frank der Fünfte (1959)
- Die Physiker (1962)
- Der Meteor (1966)
- Urfaust (1970)
- Die Wiedertäufer (1967)
- Porträt eines Planeten (1971)
- Der Mitmacher (1976)
- Die Frist (1975)
- Achterloo (1983)
- Minotaurus. Eine Ballade. (1985)

## Traduccions al català
- La visita de la vella dama. Traducció de F. Ulsamer i d'Aurora Díaz-Plaja. Barcelona: Quaderns de Teatre A. D. B. (Editorial Fontanella), 1962.
- Grec busca grega. Traducció de Lluís Solà i Sala. 1966
- Plet per l'ombra d'un ruc. 1974
- Frank V. Opereta d'una banca privada. Traducció de Feliu Formosa. 1977
- Ròmul el Gran. Traducció de Carme Serrallonga. 1983
- Els físics. Traducció de Marc Rosich. Intèrprets: Jordi Andújar, Jaume García, Gemma López i Tono Saló. Escenografia i vestuari: Beti Alemany, Bàrbara Glaenzel i Raimon Rius. Dramatúrgia i direcció de Matias Marcé. Estrenada al Teatre Tantarantana de Barcelona el 19 de setembre de 2005.
- Minotaure. Traducció d'Ignasi Pàmies. 2010
- L'encàrrec. Traducció de Glòria Oliva.1987

## Premis i reconeixements
- 1959, premi de la crítica del teatre de Nova York per La Visita de la Vella Dama,
- 1959, Premio Schiller a Mannheim,
- 1960, gran premi de la Fundació Schiller,
- 1968, premi Grillparzer de l'Acadèmia Austríaca de Ciències,
- 1969, gran premi de literatura del cantó de Berna,
- 1969, doctor honoris causa de Temple University, Filadelfia,
- 1976, Welsh Arts Council International Writer's Prize,
- 1977, medalla Buber-Rosenzweig a Frankfurt,
- 1981, doctorat honoris causa de la Universitat de Neuchâtel,
- 1983, Premi austríac de literatura europea
- 1985, premi literari de Baviera (Jean-Paul Preis),
- 1986, premi Georg Büchner
- 1986, premi Schiller